# جيسي باتريك فيرغسون
جيسي باتريك فيرغسون هو كاتب وشاعر كندي، ولد في 1982.